# Elles Dambrink

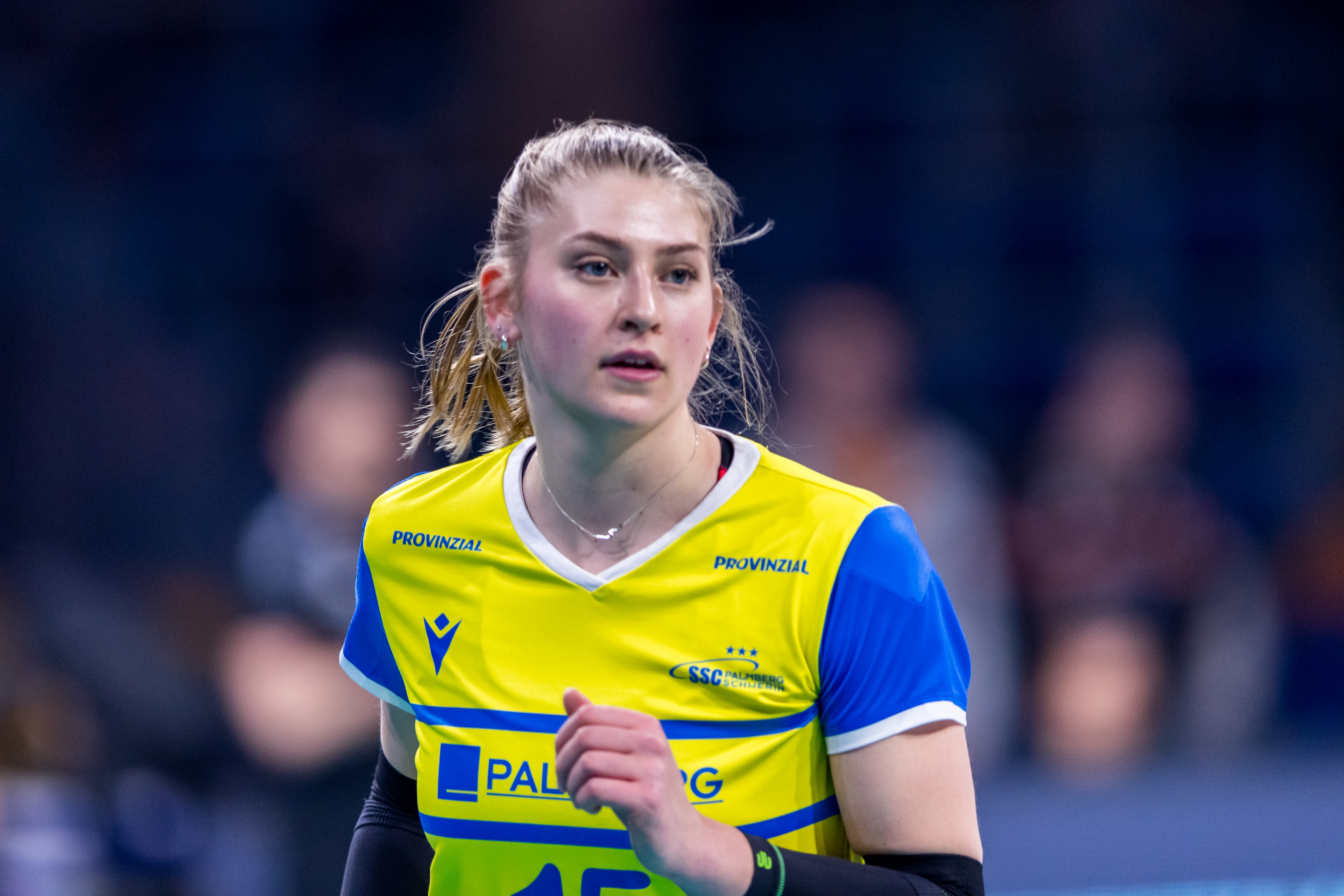
Elles Dambrink zawodniczką SSC Palmberg Schwerin w sezonie 2022/2023

Elles Dambrink (ur. 22 czerwca 2003 w Ouderkerk) – holenderska siatkarka, reprezentantka kraju, grająca na pozycji atakującej.
Jej młodsza o 4 lata siostra Susan, również jest siatkarką.
Zaczęła grać w siatkówkę w wieku 5 lat, grając w młodzieżowych drużynach klubu Voleco w swoim rodzinnym mieście Ouderkerk. Jej matka grała w klubie Voleco i to właśnie za jej namową, zabrała swoją córkę do klubu, aby spróbowała trenować siatkówkę.
W trakcie sezonu 2021/2022 w Team 22 Papendal Arnhem otrzymała nagrodę im. Ingrid Visser dla najbardziej utalentowanej siatkarki. W 2021 roku ukończyła studia z ekonomii i ekonomii biznesu na Uniwersytecie Radboud w Nijmegen.

## Sukcesy klubowe
Puchar Niemiec:
- 2023[7]

Mistrzostwo Niemiec:
- 2025[8]
- 2024[9]

## Udział siatkarki w międzynarodowych turniejach w reprezentacji Holandii
| Rok  | Igrzyska Olimpijskie | Mistrzostwa Świata | Mistrzostwa Europy | Liga Narodów | Mistrzostwa Świata Juniorek |
| ---- | -------------------- | ------------------ | ------------------ | ------------ | --------------------------- |
| 2021 |                      |                    | 4. miejsce         | 7. miejsce   | 4. miejsce                  |
| 2022 |                      | 12. miejsce        |                    | 11. miejsce  |                             |
| 2023 |                      |                    | 3. miejsce         | 12. miejsce  |                             |
| 2024 | 10-12. miejsce       |                    |                    | 9. miejsce   |                             |